# 30e régiment de marche
Pour les articles homonymes, voir 30e régiment.
Le 30e régiment d'infanterie de marche (ou 30e régiment de marche) est un régiment d'infanterie français, qui a participé à la guerre franco-allemande de 1870.

## Création et différentes dénominations
- 21 septembre 1870 : formation du 30e régiment d'infanterie de marche
- 16 juillet 1871 : fusion dans le 30e régiment d'infanterie de ligne

## Chefs de corps
- 21 septembre 1870 : lieutenant-colonel Debernard de Seigneurens[1],[2]
- 13 décembre 1870 : lieutenant-colonel Godin[3]

## Historique
Le régiment est formé par décret du 21 septembre 1870 à Moulins, à trois bataillons à six compagnies. Il amalgame les 8e compagnies des 3e bataillons du 2e, 3e, 4e, 5e, 13e, 16e, 21e, 42e, 73e, 76e, 88e, 89e, 92e, 98e et 100e de ligne et les 8e compagnies des 2e bataillons du 17e et 22e et 99e de ligne.
Il appartient à la 2e brigade de la 2e division du 15e corps d'armée (armée de la Loire puis armée de l'Est),,,, Resté à Besançon, le régiment n'est pas interné en Suisse en février 1871.
Il fusionne le 16 juillet 1871 dans le 30e régiment d'infanterie de ligne.

## Personnalités ayant servi au régiment
- Charles Lanrezac, comme sous-lieutenant[30]